# 招远市
37°21′40.00″N 120°23′55.70″E / 37.3611111°N 120.3988056°E
招远市是中国山东省烟台市所辖的一个县级市。以出产黄金闻名，被誉为中国金都。市人民政府駐罗峰街道。
2018年10月，招远市入选“综合实力百强县”、全国绿色发展百强县市、全国科技创新百强县市、全国新型城镇化质量百强县市。2018年11月，入选2018年工业百强县（市），中国城市全面小康指数前100名。

## 行政区划
招远市下辖5个街道办事处、9个镇：
罗峰街道、泉山街道、梦芝街道、温泉街道、大秦家街道、辛庄镇、蚕庄镇、金岭镇、毕郭镇、玲珑镇、张星镇、夏甸镇、阜山镇和齐山镇。

## 经济
黄金、食品、橡胶、机械、电子是招远市的五大支柱产业。招远市的主要企业有从事矿产的招金集团、山东中矿集团，主营轮胎的玲珑集团，生产龙口粉丝及豆制品的双塔食品，电子材料厂商山东金宝电子等。

## 人口
根据第七次全国人口普查数据，截至2020年11月1日零时，招远市常住人口543127人。

## 教育
烟台黄金职业学院是招远市唯一的普通高等院校。据2019年统计，招远市有4所普通高中、2所职业中学、23所普通初中、17所小学和76所幼儿园。

## 事件
- 山东招远麦当劳杀人事件